# VISTA-teleskopet
VISTA-teleskopet (Visible and Infrared Survey Telescope for Astronomy) är ett spegelteleskop med 4,1 meters spegel, vid Paranalobservatoriet i Chile. Det tillhör det Europeiska sydobservatoriet (ESO) och är ett kartläggningsteleskop som togs i bruk i december 2009. Det arbetar i infrarött och är det största infraröda teleskopet som utforskar stjärnhimlen på dessa våglängder (0,85–2,3 μm). Teleskopet är försett med ett enda instrument, VIRCAM (Vista InfraRed CAMera), en infraröd-kamera som väger 3 ton och har en upplösningsförmåga på 67 megapixlar.

## Komponenter

### Spegel
Spegeln är 4,1 meter i diameter med ett fotografiskt förhållande på 1.0, vilket gör teleskoptuben kort och fast. Ljus från himlen reflekteras från huvudspegeln upp till en konvex spegel och sedan ner till kameran. Speglarna är överdragna med ett tunt lager av skyddat silver som reflekterar över 98 % av det infraröda ljuset.

### Kamera
Kameran har 16 speciella infraröda detektorer och en upplösning på 67 megapixlar. Den väger 3 ton och genererar i genomsnitt 315 GB data varje natt. Kameran måste kylas ned till –200° Celsius för att klara av värmen från den infraröda strålningen från rymden och vara sluten inom det största infrarött-transparenta glaset som tillverkats. Bilderna som tas är monokromatiska, färginformationen fås genom att ta exponeringar genom olika färgade glasfilter.